# Konrad Januszowic
Konrad (ur. przed 1400, zm. prawdopodobnie 9 grudnia 1412 lub 1413) – przedstawiciel dynastii Piastów, najmłodszy syn księcia mazowieckiego Janusza I i Danuty Anny, córki księcia litewskiego Kiejstuta. 
Postać Konrada została wymieniona wyłącznie w Genealogii Tomickiego. Jest on wymieniony wśród potomków księcia mazowieckiego z zaznaczeniem, że zmarł bezpotomnie. Imię Konrada jest imieniem agnatycznym i często występującym w linii mazowieckiej Piastów. Zmarł w młodym wieku, prawdopodobnie na długo przed śmiercią swego ojca. Miejsce pochówku Konrada nie jest znane.